# Черняев, Николай Иванович
Николай Иванович Черняев (1853 — 13 мая 1910, Харьков) — русский публицист, театральный и литературный критик.

## Биография
Родился в дворянской семье, учился во второй харьковской гимназии. Поступил в Харьковский Императорский университет на юридический факультет, закончил его в 1875 году и был оставлен для приготовления к профессорскому званию по истории русского права.
Черняев был хорошо знаком с Ю. Н. Говорухой-Отроком, который, также как и он, увлекался театром. Когда Говоруху-Отрока арестовали по подозрению в народнической деятельности, Черняев выступал его защитником на «Процессе 193-х».
Николай Черняев начал печататься в 1881 году, первой опубликованной статьей его стала «Старинный харьковский театр» в журнале «Древняя и новая Россия». В конце 1881 года Черняев стал сотрудником харьковской газеты «Южный край». Не оставлял он и юридическую деятельность, участвовал в нескольких уголовных и литературных процессах.
В 90-х годах XIX века Юрий Говоруха-Отрок предложил Черняеву начать сотрудничество с московским журналом «Русское обозрение». В этом журнале было опубликовано сочинение Черняева «О русском самодержавии», впоследствии изданной Львом Тихомировым в качестве отдельной книги. Вскоре у Черняева начались проблемы со здоровьем — он был парализован, и полностью обездвижен. Через некоторое время он смог двигать руками, и продолжил публицистическую деятельность. В 1901 году в Харькове был издан сборник сочинений Черняева под названием «Необходимость самодержавия для России. Природа и значение монархических начал». В этом издании были собраны исследования монархии в России с древних времен, а также сведения о монархических системах других государств. Монархия являлась основной темой исследований Черняева. Он считал монархию единственной приемлемой формой государственного устройства для России, считая, что «Только те русские могут не быть монархистами, которые не умеют думать самостоятельно, плохо знают историю своей Родины и принимают на веру политические доктрины Запада» (Необходимость самодержавия для России. С. 212).
После революции 1905 года в редакции газеты «Южный край» произошли изменения, газета «полевела». Николай Черняев счёл нужным прекратить сотрудничество с данным изданием. В 1907 году была издана последняя книга Черняева о монархии, «Из записной книжки русского монархиста». Эта необычная книга представляла собой собрание небольших заметок на темы, связанные с монархией.
Всю свою жизнь Черняев прожил в Харькове, являлся активным деятелем харьковского отдела «Русского собрания». Скончался 13 мая 1910 года.